# Organisation für direkte Demokratie durch Volksabstimmung
Die Organisation für direkte Demokratie durch Volksabstimmung war eine von den  Künstlern Joseph Beuys,  Johannes Stüttgen und Karl Fastabend am 19. Juni 1971 in Düsseldorf gegründete politische Organisation. Die anthroposophisch beeinflussten Konzepte des erweiterten Kunstbegriffs und der Sozialen Plastik sollten auch in der Politik umgesetzt werden, um dadurch gesellschaftliche Entwicklungen zu verändern.

## Inhaltliches Profil
In ihrem „Politischen Programm“ beruft sich die „Organisation für direkte Demokratie durch Volksabstimmung“ auf das Grundgesetz.
„Echte Wesensmerkmale der Demokratie“ seien nach diesem Programm:
1. Die Willensbildung in der Politik von unten nach oben,
2. die unabdingbare Volkssouveränität auf allen Verwaltungsebenen,
3. das Volk als sein eigener Verfassungsgeber,
4. Frauen und Männer ohne Parteibuch gleichberechtigt mit Parteibuchinhabern in den gesetzgebenden Körperschaften,
5. keinerlei Privilegien für einzelne Volksvertreter und Amtspersonen,
6. Volksveto in Einzelfällen (z. B. wo keine Gleichbehandlung aller Menschen gesichert ist),
7. Respektierung des Wählerwillens seitens der Gewählten,
8. Volksabstimmung in wichtigen Angelegenheiten und Grundrechtsfragen,
9. Abwahlmöglichkeit von unwürdigen oder unfähigen Volksvertretern und Amtspersonen.

Die Organisation sollte daher in speziellen Arbeitskreisen diesbezügliche Möglichkeiten erforschen und ihre Mitglieder und unzureichend informierten Bevölkerungsschichten darüber unterrichten.
Frauen und Männer sollten in den Stand versetzt werden, das Grundgesetz und die Landesverfassungen zu verwirklichen oder zu ihrem Teil dazu beizutragen. Insbesondere wollte die Organisation ihr Augenmerk dabei auf die Gleichberechtigung der Interessen derjenigen Bevölkerungsschichten richten, die zu den Benachteiligten des politischen Systems gehören.
Insofern verfolgt die „Organisation für direkte Demokratie durch Volksabstimmung“ als freie Volksinitiative in Wahrnehmung der Interessen ihrer Mitglieder und zahlloser weiterer Mitmenschen in Deutschland einen gemeinnützigen Zweck.

„Volksherrschaft heißt in meinen Augen ...: Alle Menschen schaffen sich ihre Verfassung, wählen, nachdem sie die Verfassung gemacht haben, ihre Räteverwaltung oder ihre treuhänderische Verwaltung (...) und alle Lebensgebiete werden entflochten. Das heißt: Es kommt mehr und mehr in die freie Selbstverwaltung sowohl das gesamte Schulwesen als auch die Wirtschaft, so daß der Staat die reine Rechtsverwaltung darstellt ... Volksveto und Abwahl muß jeden Tag möglich sein. .“

Beginnend auf der Volksebene wollte sie sich durch die vom Grundgesetz der Bundesrepublik Deutschland garantierte unzensierte, freie Information im Rahmen ihrer finanziellen Möglichkeiten auch an politischen Wahlen beteiligen, damit beginnend auf der unteren Verwaltungsebene wie der Gemeindewahlen, auch Frauen und Männer in die gesetzgebenden Gremien kommen, die kein Parteibuch in der Tasche haben.

### Ziele
Es sollten Kräfte in der Bevölkerung gesammelt werden, die an Parteiwahlen aus mancherlei Gründen nicht mehr interessiert waren. Die Gesetzesinitiativen sollten vom Volk bestimmt und verbindliche Abstimmungen darüber ermöglicht werden. Beuys sah die Aufgabe der Organisation in der politischen Information, der Diskussion und einer konkreten Organisation von Volksabstimmungen. Er wollte verdeutlichen, dass eine funktionierende Demokratie den Willen zur Gestaltung und die Fähigkeiten einer Mehrheit benötigt.

## Geschichte

### Ursprung, Gründung und documenta 5
Die „Organisation für direkte Demokratie durch Volksabstimmung“ ging aus der 1967 gegründeten Deutsche Studentenpartei hervor. 
Im Frühjahr 1970 mietete Joseph Beuys in der Düsseldorfer Altstadt ein Ladenlokal in der Andreasstrasse 25, das er als öffentliches, für jedermann zugängliches Informations- und Aktionsbüro einrichtete. Am 19. Juni 1971 erfolgte dort die Gründung der „Organisation für direkte Demokratie durch Volksabstimmung“. Ein Jahr später stellte Beuys das Büro der „Organisation für direkte Demokratie durch Volksabstimmung“ als seinen Beitrag zur Documenta 5 in Kassel auf und diskutierte dort 100 Tage lang über gesellschaftliche Gestaltungsfragen der direkten Demokratie und Möglichkeiten ihrer Verwirklichung. Die Öffentlichkeitswirksamkeit der documenta trug zur Bekanntheit der Organisation bei. Abschließend wurde am 8. Oktober der „Boxkampf für direkte Demokratie durch Volksabstimmung“ aufgeführt, in der Beuys gegen Abraham David Christian kämpfte. Danach wurde das Informationsbüro in Kassel geschlossen.
Ein Tag nach Beendigung der Documenta 5 wurde Joseph Beuys von Johannes Rau, dem damaligen Wissenschaftsminister des Landes Nordrhein-Westfalen, fristlos als Lehrer der Kunstakademie Düsseldorf gekündigt. Beuys indes akzeptierte die Entlassung nicht und leitete mit einer Klage gegen das Land Nordrhein-Westfalen rechtliche Schritte ein. Nach einem jahrelangen Rechtsstreit wurde die Entlassung 1978 vor dem Bundesarbeitsgericht in Kassel letztlich für ungültig erklärt.

### Entwicklung
Im Herbst 1976 kam es anlässlich der Bundestagswahlen zu einem Arbeitsbündnis der Organisation für direkte Demokratie durch Volksabstimmung mit der Aktionsgemeinschaft Unabhängiger Deutscher (AUD), einer kleinen, fast noch unbekannten und überwiegend im Süden Deutschlands wirkenden Partei, die sich für direkt demokratische Erweiterungen des bestehenden Parlamentarismus und für das Prinzip der Volksabstimmung oder die Einrichtung einer Institution des „Bundes-Volksbeauftragten“ einsetzte.
Die „Aktionsgemeinschaft Unabhängiger Deutscher“ stellte ihre Listenplätze für parteiunabhängige Persönlichkeiten zur Verfügung. 1976 kandidierte Joseph Beuys auf einem Listenplatz für den Bundestag. Als Spitzenkandidat der AUD bei den Bundestagswahlen in Nordrhein-Westfalen erhielt Beuys in seinem Wahlkreis Düsseldorf-Oberkassel 598 Stimmen (3 %).
Im Jahr 1979 kandidierte Beuys für das Europaparlament als Direktkandidat für „Die Grünen“ und 1980 für „Die Grünen“ im Landtag von Nordrhein-Westfalen, doch konnte er seine eigenen politischen Vorstellungen bei den Grünen nicht durchsetzen.